# Алаторцев Володимир Олексійович
Володимир Олексійович Алаторцев (15 травня 1909 року, с. Турки Саратовської губернії — 13 січня 1987 року, Москва), радянський шахіст, міжнародний гросмейстер (1983), тренер, журналіст.

## Життєпис
Володимир рано навчився грати в шахи, але дійсну красу гри відчув, коли почав займатися у шахового педагога і теоретика шахів, двократного чемпіона СРСР П. Романовського. У 1931 році він зайняв третє місце в чемпіонаті Ленінграду, услід за Ботвинником і Романовським. У тому ж році дебютував в 8-му чемпіонаті СРСР і, поділивши 3—6 місця, увійшов до числа провідних шахістів Радянського Союзу. У чемпіонаті Ленінграду 1932 року і чемпіонаті СРСР 1933 року він був основним конкурентом Ботвинника. Але в обох турнірах поступився йому в особистій зустрічі і зайняв друге місце. Наступного року Володимир став чемпіоном Ленінграду. Ботвинник згадував: 
| «Мені довелося грати з Володимиром Алаторцевим багато партій. Ряд партій, що іноді мають вирішальне значення, я вигравав, але були і напружені нічиї. Програв лише одного разу, коли ми зіграли «показову партію» з прискореним контролем, ходи якої передавалися по радіо в прямому ефірі. Було це в Ленінграді в 1933 або 1934. Алаторцев особливо добре грав складні, гострі позиції. Зазвичай добре ставив партію, особливо білими. Чорними з ним було нелегко грати…» |
У 1935 році Алаторцев зіграв внічию матч з угорським гросмейстером А. Лілієнталем 6:6 (+4, -4, =4) і став учасником крупного міжнародного турніру в Москві, де при 20 учасниках розділив 9—11 місця з Рагозіним і Романовським, зіграв внічию з трьома першими призерами — Ботвинником, Флором і Ласкером. З 1936 року жив в Москві. Виграв два чемпіонати столиці (1936 і 1937).
Довгі роки Алаторцев виступав в «одній команді» із В. Смисловим, будучи його другом і помічником. 
| «Починаючи з 1946 року В. Алаторцев був моїм тренером офіційно, — розповідає Смислов. — В 1948 році під час матч-турніру на першість світу він був моїм секундантом. Це був період глибокого творчого спілкування. Ми спільно аналізували партії, шліфували позиції. Я став за його рекомендаціями грати на 1. d4 — 1… d5. Безперечним був його вплив на мене у виробленні навичок гри в закритих позиціях… В усякому разі Алаторцев подав мені правильну ідею, що в боротьбі за першість світу слід володіти ширшою палітрою творчості — і в дебютах, і в міттельшпілі. Його поради, досвід і глибина розуміння позиції дуже допомогли мені у вдосконаленні стилю» |.
Шахісти називали Алаторцева між собою «стратег». «Познайомившись ще хлопцем з партіями В. Алаторцева, — розповідає гросмейстер Ю. Авербах, — я побачив, що велич шахів перш за все в стратегії, в позиційній грі». «Алаторцев був хорошим стратегом. На його партіях ми вчилися», — підтверджує 10-й чемпіон світу Б. Спаський.
Тонким стратегом був Алаторцев не тільки на шахівниці, але і в шаховій політиці — 6 років очолював він Шахову федерацію СРСР (1955—1961). У цей період Алаторцев був одним з організаторів Всесвітньої олімпіади в Москві (1956), разом с М. Ботвинником взяв активну участь в створенні Центрального шахового клубу на Гогольовському бульварі. Більше 20 років Ататорцев вів шаховий розділ в газеті «Вечірня Москва» (1943—1964).
З журналістської і тренерської діяльності він перемкнувся на наукову. Захистив дисертацію і був удостоєний вченого ступеня кандидата педагогічних наук. Протягом 10 років він очолював лабораторію психології спорту у Всесоюзному Науково-дослідному інституті фізичної культури (1965—1975), однією з «таємних гілок» діяльності якої був фундаментальний аналіз гри Р. Фішера.
У колі сім'ї і друзів «стратег», «політик» і «психолог» перетворювався в люблячого чоловіка і батька, відданого друга. З ранніх років проявляв він схильність до малювання. Прекрасно знався на мистецтві, володів енциклопедичними знаннями в багатьох областях культури, був завзятим риболовом. Його квартира стала постійним місцем зустрічей відомих представників інтелігенції. Серед його друзів були Галина Вишневська і Мстислав Ростропович, сім'я скульпторів Рукавішникових, академіки П. Анохін і І. Кассирський, літератор А. Богомолов.